# Xã Alma, Quận Marion, Illinois
Xã Alma (tiếng Anh: Alma Township) là một xã thuộc quận Marion, tiểu bang Illinois, Hoa Kỳ. Năm 2010, dân số của xã này là 836 người.